# Nikolaj Pankratov

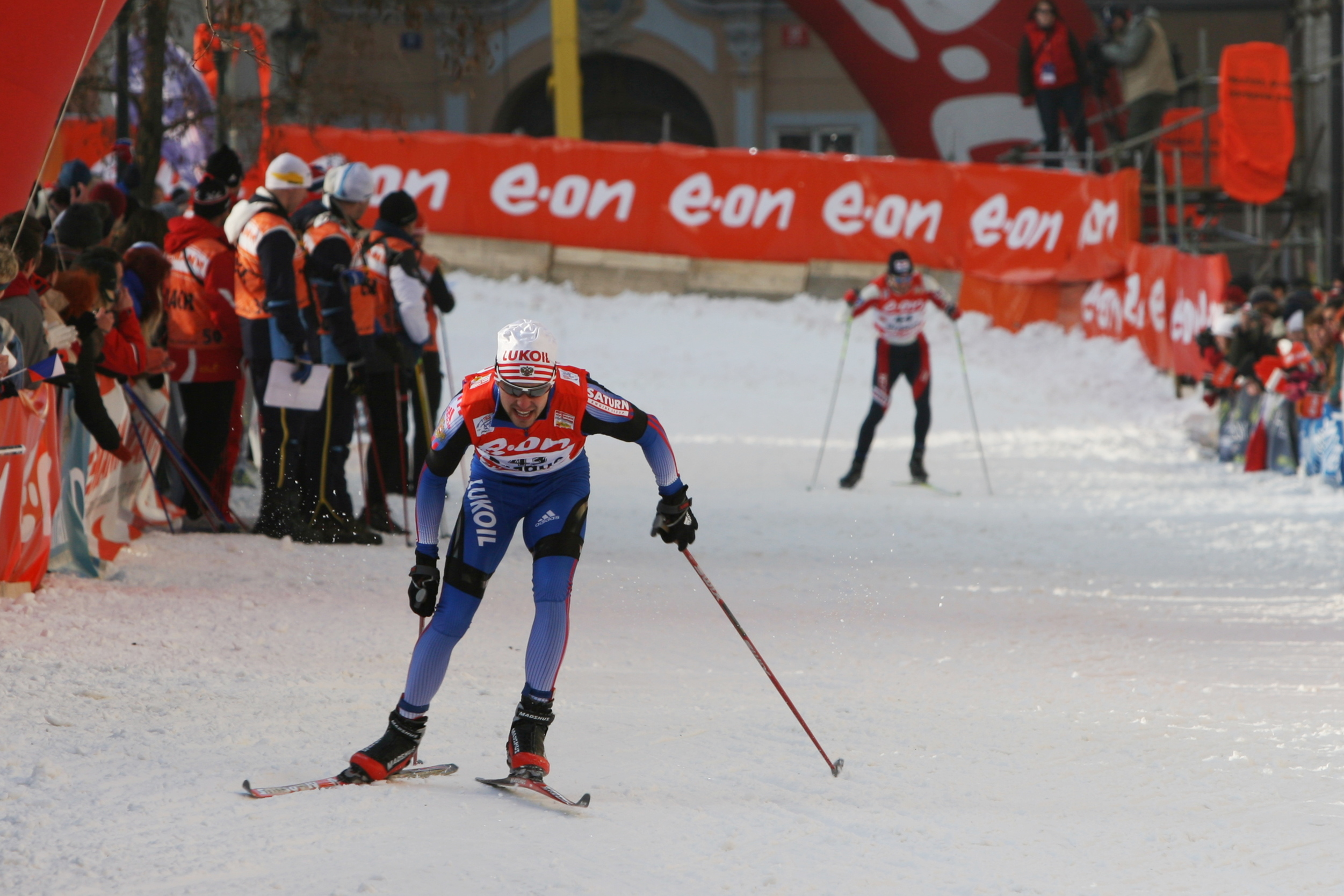
Nikolaj Pankratov, Tour de Ski, Praha 2007

Nikolaj Vladimirovitj Pankratov (ryska: Николай Владимирович Панкратов), född den 23 december 1982, är en rysk längdåkare som tävlat sedan 2001. Pankratovs största merit är som en del av det ryska stafettlaget. Han var med både vid VM 2005 och vid VM 2007 och tog brons respektive silver.